# Наполеон I Бонапарта
Наполеон I Бонапарта (фр. Napoléon I Bonaparte; Ајачо, 15. август 1769 — Лонгвуд Света Јелена, 5. мај 1821) био је генерал у Француској револуцији и као вођа био је први конзул Француске Републике од 11. новембра 1799. до 18. маја 1804. и цар Француске и краљ Италије од 18. маја 1804. до 6. априла 1814. и онда поново на кратко Конзул од 20. марта до 22. јуна 1815. Наполеон је такође био први председник Италије у историји, од 26. јануара 1802. до 17. марта 1805. године.
Наполеон је један од најмоћнијих и најутицајнијих државника историје. Важи за једног од највештијих војсковођа и стратега икада, као и за контроверзног лидера. Једни га гледају као похлепног и бескрупулозног аутократу и тиранина, одговорног за смрт више милиона људи, док га други посматрају као храброг и промишљеног владара и националног хероја. Оно што је непобитно је да је се својим маневрима уврстио међу најпознатије историјске фигуре свих времена.
Период његове владавине (1799—1815) се често назива "Наполеонском ером", а серија глобалних конфликата које је Француска водила у његово време се назива "Наполеоновим ратовима".
Наполеон је рођен на Корзици, које је Ђенова због дугова само годину дана пре његовог рођења Италија уступила Француској. Потицао је из скромне племићке породице као друго од осморо деце. Био је веома несташан, тврдоглав и одлучан, па га је мајка са пет година послала у школу за девојчице како би он постао послушнији, што се ипак није десило. Касније је уписан у војну школу у којој се истицао из математике из историје. Језици му нису били јача страна, а француски никад није научио да пише правилно и говорио је јаким корзиканским акцентом. Имао је само 16 година када је преузео дужност артиљеријског потпоручника, од када му је каријера била у сталном успону. Женио се два пута и имао је бројне љубавнице. Прву жену, Жозефину Боарне, од њега старију 6 година са којом није имао деце, упознао је на свечаном балу и био је очаран њеном лепотом. У брак са другом женом, Маријом Лујзом, аустријском принцезом, ступио је 1810. године и она му је подарила наследника Наполеона II. Након пораза у бици код Ватерлоа 1815, живео је у заточеништву на Светој Јелени. Да би прекратио време, писао је мемоаре и играо је билијар. Умро је 1821. године. У тестаменту је тражио да буде сахрањен на обали Сене, што није учињено. Двадесет година касније тело му је премештено у Париз. Жену и сина није видео од прогонства. Марија Лујза се преудала, а Наполеон II је десетак година након очеве смрти умро од туберкулозе. Године 1799. Наполеон је извршио државни удар и поставио себе за првог конзула; пет година касније је сам себе крунисао за цара Француске. Током прве деценије 19. века, заратио је са скоро сваком важнијом европском силом, доминирајући континенталном Европом низом победа - од које су најславније оне код Аустерлица и Фридланда - и успостављањем савеза, именујући блиске сараднике и чланове породице за владаре или министре у државама којима су доминирали Французи.

## Детињство и младост
Рођен је у Ајачију на Корзици 15. августа 1769. као друго од осморо деце, само годину дана након што је Корзика постала француска територија (дотад је Корзика припадала Републици Ђенови). Његова породица је припадала нижем италијанском племству и дошли су из Тоскане. Породица се населила у Фиренци, па се касније расцепила на две гране. У 16. веку су били присиљени да напусте Фиренцу и населили су се на Корзици, која је и тада припадала Ђенови.
Наполеонов отац Карло Бонапарта рођен је 1746. у Ђенољанској републици. Био је адвокат и представник Корзике 1778. на двору Луја XVI. Ту је остао доста година. Највећи утицај на Наполеона је у детињству имала његова мајка Марија Летиција Рамолино. Чврстом дисциплином успела је да обузда Наполеона. Наполеоново племићко и умерено имућно порекло и породичне везе пружиле су му много веће могућности да се образује и школује, него што је то било омогућено типичном Корзиканцу у то време. Када је имао девет година уписан је 15. маја 1779. у француску војну школу у Бријан л Шато близу места Троа. Морао је учити француски пре него што је уписан у војну школу. Ипак целога живота је говорио са јаким италијанским акцентом, а никад није научио да правилно пише. Наполеон је ту први пут срео произвођача шампањца Жан Реми Моета. Након матурирања на војној школи у Бријану 1784. Наполеон је примљен на елитну Краљевску војну школу у Паризу. Ту је у једној години завршио два разреда. Један испитивач је сматрао да је добар за проучавање апстрактних наука и да поседује дубоко знање математике и географије. На војној школи је специјализовао артиљерију, иако је у почетку тражио морнарицу. Дипломирао је септембра 1785. и преузео је војну дужност као артиљеријски потпоручник у јануару 1786. са само 16 година.
Наполеон је служио у Валенси и Оксони до избијања Француске револуције 1789. године. У том периоду узео је готово две године одсуства у Паризу и Корзици. Већи део од неколико година након 1789. провео је на Корзици, на којој се одвијала битка између три стране: ројалиста, револуционара и корзиканских националиста. Наполеон је подржавао јакобинце и унапређен је у потпуковника пука добровољаца. Након што му је истекло одсуство и након што је предводио побуну у француској војсци, Наполеон је некако успео да убеди војне власти у Паризу да га унапреде у капетана у јулу 1792. Поново се вратио на Корзику и сукобио се са конзервативним националистичким вођом Паскалом Паолијем. Паоли је одлучио да се разиђе са Француском и блокирао је поход Француске на сардинијско острво Ла Магдалену, у којем је требало да Наполеон буде један од заповедника. Наполеон и његова породица су били принуђени да напусте Корзику у јуну 1793.
Уз помоћ земљака Салицетија Наполеон је постављен за команданта артиљерије француских снага, које су 1793. опседале Тулон. Тулон се побунио против републиканске власти, а заузела га је британска војска. Наполеон је направио успешан план. Поставио је топове на такву позицију да су запретили британској флоти, која се због тога морала евакуисати. Успешним нападом Наполеон је заузео град. Приликом напада рањен је у бутину. Због освајања Тулона унапређен је 1793. у бригадног генерала. Успешним акцијама запао је за око Комитету јавне безбедности и постао је близак сарадник Огистена Робеспјера, млађег брата револуционарног вође Максимилијана Робеспјера. Када је старији Робеспјер завршио на гиљотини Наполеон је био накратко ухапшен и затворен 6. августа 1794. у Шато д'Антиб. Ослобођен је након две недеље.

## Победоносни генерал

### Наполеон је спасио Национални конвент
Наполеон је 1795. служио у Паризу, када су ројалисти и контрареволуционари 3. октобра организовали протест против Националног конвента. Наполеон је командовао импровизованим снагама, које су браниле Конвент у дворцу. Уз помоћ младог коњичког официра Жоашена Мира довукао је артиљерију кроз масу, која је протестовала. Следећег дана је користио артиљерију да би одбио нападаче. Наполеон је тако спасио Национални конвент и одједном је постао славан. Нови Директоријум је постао Наполеонов покровитељ, а посебно вођа Пол Барас.

### Поход у Италију
Наполеон је 27. марта 1796. преузео заповедништво француске војске у Италији. Предводио је успешну инвазију Италије. У бици код Лодија добио је надимак „мали каплар“, што је одражавало његово пријатељство са војском, од којих је многе знао по имену. Истерао је Аустријанце из Ломбардије и победио је војску Папске државе. Пошто је папа Пије VI протестовао због погубљења краља Луја XVI Француска се осветила анексијом две мале папске територије. Наполеон је игнорисао наређење од Директоријума да маршира на Рим и да свргне папу. Тек након годину дана је генерал Луј Александр Бертје заузео Рим и утамничио папу 20. фебруара 1797. Папа је у тамници умро од болести. Наполеон је почетком 1797. предводио своју војску на Аустрију. Аустрија је након пораза била присиљена да моли за мир. Кампоформијским миром из 1797. Француска је добила контролу над северном Италијом, Белгијом, Холандијом и Порајњем. Тајном клаузулом Млетачка република је обећана Аустрији. Наполеон је након тога кренуо на Венецију и присилио је на предају. Венеција је престала да постоји као држава 1797, након 1.000 година независности. Касније током 1797. Наполеон је организовао мноштво територија у Италији у Цисалпинску републику.
Серија војних успеха била је резултат његове способности да примењује енциклопедијско знање конвенционалне војне мисли на ситуације у реалном свету. То је он показао креативним коришћењем артиљеријске тактике, па је артиљерију користио као мобилну силу, која је подржавала напредак пешадије. Он је то овако описао „Ја сам се борио у шездесет битака и нисам научио ништа што пре тога нисам знао“. Слике савременика које показују његов главни штаб осликавају Шапов семафор, који је први пут коришћен 1792. Био је мајстор и шпијунаже и обмане и имао је посебан смисао за то када треба да удари. Често је добијао битке тако што је концентрисао своје снаге, а да непријатељ није био тога свестан. За ту сврху је користио шпијуне да би сакупио информације о непријатељу, а вешто је сакривао распоређивање својих снага. У том походу, који се сматра његовим највећим походом Наполеон је заробио 160.000 непријатељских војника, 2.000 топова. За годину дана Наполеоновог похода остварио је највеће продоре по традиционалним нормама 18. века, а тај његов поход означавао је нову еру у историји ратовања.
Док је ратовао у Италији Наполеон је постајао све утицајнији у француској политици. Он је штампао две новине, које су биле намењене војсци, али продавао их је и у Француској. У мају 1797. основао је и треће новине, које је штампао у Паризу. На изборима средином 1797. ројалистичка партија је постала моћнија, што је упозорило Пола Бара и његове пријатеље у Директоријуму. Ројалисти су нападали Наполеона због пљачки у Италији и за прекорачење надлежности у преговорима са Аустријанцима. Наполеон је због тога послао генерала Пјера Ожероа. Пјер Ожеро је извршио државни удар 4. септембра 1797. (18. фруктидор по револуционарном календару) и уклонио је ројалисте са власти. Бара и његови републикански савезници су поново имали пуну контролу, али зависили су од Наполеона. Наполеон је сада сам преговарао са Аустријанцима, а у Париз се вратио као херој. Имао је доминантну моћ и постао је популарнији од Директоријума.

### Египатска експедиција 1798—1799.
У марту 1798. Наполеон је предложио војну експедицију да би се заузео Египат, који је тада био провинција Отоманскога царства. Наполеон је тиме намеравао да заштити француске трговачке интересе и да отежа британски приступ Индији. Директоријум је био забринут величином и трошковима експедиције, али сложио се са идејом, јер им је одговарало да се популарни генерал макне из центра збивања. Необичан аспект египатске експедиције било је укључивање велике групе научника. Једно од тадашњих открића био је чувени камен из Розете. Такво укључивање интелектуалних снага једни су сматрали индикацијом Наполеонове привржености принципима просветитељства, док су други сматрали да је он мајстор пропаганде и да на тај начин маскира империјалистичке мотиве инвазије. У неуспешном напору да добије подршку становништва Египта Наполеон се приказивао као ослободилац од турске власти. Наполеон је заузео Малту 9. јуна 1798. и окончао власт витезова светога Јована.
Након тога избегао је потери британске морнарице и искрцао се у Александрији 1. јула 1798. године. Након искрцавања на обалама Египта дошло је до битке код пирамида. Ту се Наполеон сукобио против Мамелука, старе силе на Блиском истоку. Наполеон је имао много мање војника од Мамелука. Било је 25.000 Француза против 100.000 Мамелука, али Наполеон се борио тактиком шупљих квадрата у које је поставио артиљерију и снабдевање. Наполеон је нанео тежак пораз Мамелуцима. Током битке убијено је само 300 Француза и око 6.000 Египћана. Француску победу на копну британска морнарица је компензовала на мору. Велики део бродова, којима је Наполеонова војска дошла до Египта вратио се натраг. Један део флоте остао је да подржава војску дуж обале.
У бици код Абукира 1. августа 1798. британска флота под заповедништвом Нелсона је победила француску флоту. Само два француска брода су се спасила. Сви остали француски бродови су били потопљени или заробљени. После те битке Наполеонова војска у Египту је била везана за копно, тако да више није могао остварити циљ учвршћења француских позиција у Медитерану. Наполеон је учврстио власт у Египту, иако се суочавао са сталним побунама. Почетком 1799. повео је своју војску у отоманску провинцију Сирију, а затим Израел и Сирију. Ту је победио много бројнију отоманску војску у неколико битака. Међутим Наполеонова војска је била ослабљена болестима (највише кугом) и лошим снабдевањем. Наполеон је предводио 13.000 француских војника при освајању обалних места Ал Ариша, Газе, Јафе и Хаифе. Французи су се показали посебно брутални у Хаифи. Французи су заузели Хаифу неколико сати након напада, а бајонетима су побили 1.400 турских војника који су покушали да се предају. Три дана су убијали и пљачкали мушкарце, жене и децу, а масакр је завршио Наполеоновим наређењем да се погуби додатних 3.000 турских заробљеника. Пошто су Французи били ослабљени због куге нису могли да заузму Акру, па су се у мају вратили у Египат. Да би убрзао повлачење Наполеон је наредио убијање заробљеника и болесних од куге. Када се вратио у Египат Наполеон је 25. јула 1799. победио Турке у новој бици код Абукира, Пошто је у Француској постало нестабилније Наполеон је одлучио августа 1799. да се врати. Армију у Египту је оставио генералу Жану Клеберу.
Битно је поменути да није изгубио ниједну битку у Египту и Малој Азији, већ су његову војску уништиле болести које су харале и уз мањак подршке и одсечен проток залиха преко мора због војводе од Велингтона, Наполеон напушта своје људе и враћа се у Француску где је обожаван од народа који му убрзо даје мегаломанске планске да преузме власт у Француској.

## Владар Француске

### Државни удар 18. бримера
Док је био у Египту Наполеон је настојао да прати збивања у Европи, ослањајући се на новинске чланке и на депеше које су нередовно стизале. Он је 23. августа 1799. нагло одлучио да крене у Француску, да би искористио привремени одлазак британских бродова, који су блокирали француске луке. Касније је било оптужби да је он напустио своју војску, али фактички Директоријум је наредио Наполеону да се врати, јер је Француска претрпела неколико пораза од снага Друге коалиције, а бојали су се и инвазије. До времена његова повратка у Париз, тј. до октобра 1799. војна ситуација се знатно поправила после неколико француских победа. Међутим Република је била пред банкротом, а корумпирани и неефикасни Директоријум никад није био мање популаран него тада. Један од чланова Директоријума Емануел Сијес обратио се Наполеону тражећи подршку за државни удар и укидање устава. У заверу су били укључени Наполеон I Бонапарта, Емануел Жозеф Сијес, Наполеонов брат Лисијен Бонапарта (који је био портпарол Савета Петстотина), Роже-Дико (један од чланова Директоријума) и Шарл Морис де Талеран.
Наполеон је 9. новембра 1799. (18. бримера) извео државни удар. Два дана су им била потребна да успоставе контролу и да обезвласте законодавна тела. То је омогућило да крње законодавно тело именује Наполеона, Сијеса и Дукоса као привремене конзуле који ће управљати владом. Сијес је намерно наговорио Наполеона са намером да сам преузме власт. Међутим Наполеон га је изманеврисао и омогућио је да се донесе Устав Осме Године, којим је Наполеон осигурао свој избор за Првога конзула. Тако је Наполеон постао најмоћнија особа у Француској. Ту моћ је повећао Уставом Десете Године, по коме је постао доживотни први конзул.

### Први конзул
Наполеон је спровео неколико трајних реформи у областима као што су централизована администрација департмана, високо образовање, опорезивање, централна банка, законици, друмски и канализациони систем. Преговарао је о конкордату из 1801. са католичком црквом покушавајући помирити католичко становништво са режимом. Проглашен је 21. мартa 1804. грађански законик зван Наполеонов кодекс или Француски грађански кодекс (Code civil des Français). Тај кодекс има значај до данашњега дана у многим земљама. Кодекс су припремили комитети правних стручњака под надзором Жана Жака де Камбасереса. који је био други конзул од 1799. до 1804. Наполеон је активно учествовао у седницама државнога савета на којима су се претресали нацрти закона. Постојали су и други кодекси, тако да је 1808. издан кодекс упута у криминалном поступку, којима је успостављен прецизан низ правила судске процедуре. По садашњим стандардима те процедуре су ишле у прилог тужбе, али када су проглашене представљале су лек за уобичајене злоупотребе тужиоца и на тај начин су чували личне слободе.
Наполеон се 1800. вратио у Италију, коју су Аустријанци и Руси под командом Суворова заузели док је Наполеон био у Египту. Наполеон је прешао Алпе у пролеће (јахао је мулу, а не белога коња како га приказује Жак Луј Давид ). Поход је лоше започео, али већ у јуну 1800. је Наполеон потукао Аустријанце у бици код Марења, што је довело до примирја. Наполеонов брат Жозеф Бонапарта је предводио преговоре. Известио је Наполеона да Аустријанци због британске подршке одбијају да признају француске новоосвојене територије. Због тога је Наполеон наредио генералу Жану Мороу да још једном нападне Аустрију. Након Мороове победе над аустријском војском у бици код Хоелиндена склопљен је Линевилски мир фебруара 1801. по коме је Француска потврдила или повећала територије добијене Кампоформијским миром.

### Кратак период мира
Велика Британија је потписала Амијенски мир марта 1802. године. По том споразуму требало је да се Британци повуку из неколико колонија које су били преотели. Овај мир је био краткотрајан. Монархије Европе нису признавале Француску републику, јер су се бојале да би идеје револуције могле прећи француске границе и угрозити их. Британија је службено признала Француску као републику, а са друге стране брата Луја XVI је дочекивала као државног госта. Британија се није повукла са Малте како је била обећала. С друге стране протестовала је против француске анексије Пијемонта и Наполеонова акта о посредовању у Швајцарској, иако Пијемонт и Швајцарска нису били покривени условима Амијенског мира.
Наполеон је 1803. доживео тежак пораз на Хаитију. Послао је војску да поново заузме Хаити и успостави базу. Француска војска је настрадала што од жуте грознице, што од побуњеника под вођством Тусан-Лувертира и Жана Жака Десалина. Хаићанска револуција је успела, а Француска се суочила са тешким проблемом. Пошто је Наполеон схватио да не може да одбрани француске поседе на копну Северне Америке, а приближавао се опет рат са Британијом, одлучио је да прода Луизијану по изузетно ниској цени. САД су купиле Луизијану од Француске за 7,4 долара по km². Спор око Малте окончао се тако што је Британија 1803. поново објавила рат Француској и наставила подржавати француске ројалисте.

## Цар Француске
У јануару 1804. Наполеонова полиција је открила и спречила покушај атентата на Наполеона. Атентат је био спонзорисан од стране Бурбона. Као одмазду Наполеон је послао жандаре да ухапсе војводу Енгјена у Бадену. После убрзанога тајнога суђења војвода је погубљен 21. марта 1804. Показало се да војвода није био повезан са атентатом, али Наполеон је искористио цео инцидент да оправда поновно успостављање наследне монархије у Француској са њим као царем. Теорија му је била да неће бити могућа Бурбонска ресторација једном кад се у уставу нађе Бонапарта као наследна династија. Наполеон се крунисао 2. децембра 1804. у Богородичној катедрали (Нотр Дам) у Паризу. Када је папа благословио краљевске симболе и круну, Наполеон је сам себе крунисао, а затим и своју супругу Жозефину. У Миланској катедрали Наполеон је 26. маја 1805. крунисан круном Ломбардије као краљ Италије.

### Коалиције против Наполеона
До 1805. Британија је неодлучно увучена у трећу коалицију против Наполеона, када је постало јасно да он неће да престане са експанзионистичким ратовима на континенту. Наполеон је знао да француска флота не може победити британску морнарицу и због тога је покушавао да британску флоту одвуче од Ламанша. Циљ је био да бар теоретски шпанска и француска флота контролише Ламанш 24 часа, што је Наполеон погрешно сматрао довољно дугим временом да се француске армије пребаце у Енглеску. Наполеон није био довољно добро упознат са поморским стварима, његове заповести адмиралима су често биле противречне или бескорисне, а флота сплавова коју је припремао или би потонула или би требало најмање три дана да се превезе сва војска у Енглеску, под условом да нема британских бродова. Пошто су Аустрија и Русија припремале напад на Француску и њене савезнике Наполеон је морао да промени планове и поново се окренуо континенту. Новоформирана Велика армија је тајно дошла до Немачке. Изненадила је 20. октобра 1805. Аустријанце код Улма и нанела им тежак пораз. Дан после тога 21. октобра 1805. одиграла се поморска битка код Трафалгара у којој је британска флота под заповедништвом Нелсона потопила две трећине француских бродова. Том битком британска морнарица је осигурала трајну поморску надмоћ следећих 100 година. Наполеон је победио Аустрију и Русију у бици код Аустерлица 2. децембра 1805. и избацио је Аустрију из рата. Трећа коалиција се распала.
Четврта коалиција је састављена 1806. године. Наполеон је победио Пруску у бици код Јене 14. октобра 1806. и после тога кренуо преко Пољске у сусрет руској војсци. Битка код Ејлауа 6. фебруара 1807. завршила је неодлучено. Након одлучне Наполеонове победе у бици код Фридланда 14. јуна 1807. са Русијом је закључио Тилзитски мир. Поделио је Европу између две силе. Поставио је марионетске владаре на тронове немачких држава, а свога брата Жерома Бонапарту је поставио да буде краљ краљевине Вестфалије. Успоставио је и Варшавско војводство са краљем Фридриком Августом од Саксоније као владаром.
Поред војних потхвата против Британије, Наполеон је водио и економски рат покушавајући да присили што већи део Европе на општи трговински бојкот Британије. Тај систем је назван „континентални систем“. Том акцијом је наносио штете британској економији, али узроковао је штете и француској економији. Португалија није спроводила „континентални систем“, па је Наполеон 1807. тражио од Шпаније да му помогне у инвазији Португалија. Када је Шпанија одбила да учествује у инвазији Португалије Наполеон је напао Шпанију. После неких победа и пораза Наполеон није био задовољан учинком својих генерала, па је сам преузео заповедништво и победио је шпанску армију. Заузео је Мадрид и успео је изманеврисати британску армију, која је дошла да помогне Шпанцима. Британску армију је потиснуо до обале. Француска окупација Иберије доводи до скупог и бруталног Рата за шпанску независност. Наполеону су у том рату страдале стотине хиљада војника у борби са шпанском герилом, а француска војска је доживљавала и низ пораза од стране Војводе од Велингтона. Наполеон је поставио Жоашена Мира као краља Напуља, а свога брата Жозефа Бонапарту за краља Шпаније. Шпанци су били инспирисани национализмом и католичком црквом, а били су бесни због злочина које је починила француска војска, па су дигли устанак против француске власти, а герилски рат се наставио до 1814.
Аустрија је неочекивано изашла из савеза са Француском, па је Наполеон поново преузео заповедништво на дунавском и немачком фронту. У бици код Ашперна 21.-22. мај 1809. Наполеон је био дотад најближе поразу у бици са подједнако јаким противником, али битка је завршила нерешено. Главне француске и аустријске снаге обрачунале су се у бици код Ваграма 6. јула 1809. године. Након Наполеонове победе потписан је нови мировни споразум, а годину дана после тога Наполеон се оженио аустријском надвојвоткињом Маријом Лујзом.

## Поход на Русију
Иако се на Ерфуртском конгресу настојао очувати француско-руски савез, до 1811. порасле су напетости између Русије и Француске. Александар I Романов и Наполеон су од 1807. били у пријатељским односима, али руски цар је био под притиском руске аристократије да раскине савез са Француском. Кад би се Русија повукла из савеза, а да Француска на то не реагује то би био преседан који би следиле и друге мање земље, па би се побуниле против Наполеона. Због тога је било нужно показати да ће Француска реаговати на иступање из савеза. Први знак слабљења савеза била је олабављена примена континенталног система блокаде у Русији, што је наљутило Наполеона. Александрови саветници су упозоравали руског цара на опасност француске инвазије. Русија је распоредила велику војску на пољској граници. Било је око 300.000 од укупног броја од 410.000 војника. Након почетних извештаја о великој мобилизацији руске војске Наполеон је повећао своју Велику армију на 450.000 до 600.000 војника. У то време је имао још 300.000 војника у Шпанији. Саветници су обесхрабривали Наполеона противећи се освајању Русије, али Наполеон није одустајао.
Наполеонова инвазија Русије започела је 24. јуна 1812. године. Наполеон је покушао да добије што већу подршку Пољака за рат, па је рат назвао „Други пољски рат“. Пољски патриоти су настојали да руски део подељене Пољске буде укључен у Варшавско војводство, па да се створи нова краљевина Пољска. Идеју о краљевини Пољској Наполеон никако није подржавао јер се бојао да би то увукло Аустрију и Пруску у рат против Француске. Наполеон је одбио и да ослободи руске кметове, јер се бојао да би то подстакло јаку конзервативну реакцију у позадини.
Руси су под Барклајем де Толијем избегавали што су дуже могли одлучни обрачун са француском војском. Уместо тога повлачили су се све дубље у срце Русије. Кратак покушај отпора био је током битке код Смоленска 16. август—17. август 1812, када су Руси били поражени у серији битака у том подручју, а Французи су наставили да напредују. После тога Руси су избегавали сукоб са француском Великом армијом. Када је та армија продрла још дубље у Русију почели су се појављивати проблеми у снабдевању. Руси су спроводили политику спржене земље. Французи су се почели суочавати са глађу и са оштром руском зимом.
Постојале су тврдње да је „генерал зима“ био главни фактор тога рата. Једна америчка студија је показала да је зима била најјачи фактор тек кад се Наполеон почео повлачити. Наполеонова војска је у првих осам недеља инвазије била преполовљена, а да није било још ни зиме, а ни одлучне битке. То преполовљење Велике армије је уследило због болести, снабдевања, дезертирања и жртава у великом броју мањих инцидената. Једини велики сукоб је била битка код Бородина 7. септембра 1812. године. Наполеон није могао да скупи више од 135.000 војника за ту битку, у којој је имао 30.000 жртава. Остварио је Пирову победу дубоко у непријатељској територији. Заузео је Москву, а повлачење из Русије је започео 19. октобра, пре првих јаких мразева и пре првог снега, који је пао 5. новембра.
Барклај де Толи је био критикован због сталног повлачења, па га је заменио Кутузов. Кутузов је Наполеону понудио битку код Бородина пре Москве 7. септембра. Губици су били велики на обе стране, али руски губици су били нешто већи. Наполеон је сматрао да ће то бити одлучујућа битка рата. Ипак то није било тако, јер су Руси наставили са повлачењима, чувајући преостали део војске. Руси су оставили празну Москву, коју су спалили пре напуштања. Наполеон је ушао у празну Москву. Пре се Наполеон надао да ће пад Москве значити крај рата и да ће руски цар молити за мир. То се није десило, а за месец дана Наполеон је напустио Москву и почео повлачење, бојећи се губитка контроле у Француској. Французи су имали велике губитке током повлачења. Од Велике армије од 650.000 војника реку Березину је у новембру 1812. прешло само 40.000 војника. У целом походу Французи су имали веће губитке од руске војске.

## Рат шесте коалиције
Током зиме 1812—1813. владало је затишје, а Руси и Французи су се опорављали од огромних губитака. Мала руска војска је нападала Французе у Пољској, па се 30.000 Француза повукло у немачке државе. Број француских војника у Немачкој достигао је 130.000. Наполеон је наставио да довлачи појачања, а циљ му је био да има 400.000 француских војника и четврт милиона војника немачких савезника. Пруска се осетила охрабрена Наполеоновим поразом у Русији, па се придружила коалицији у којој су били Русија, Велика Британија, Шпанија и Португал. Наполеон је преузео заповедништво над снагама у Немачкој и победио је у неколико битака снаге шесте коалиције. Наполеон је посебно велику победу остварио у бици код Дрездена 26. август—27. август 1813. године. У тој бици су губици Француза били 30.000 жртава, а снаге шесте коалиције су имале готово 100.000 жртава.
Иако је Наполеон побеђивао на почетку, снаге коалиције су имале велики број војника на располагању, а посебно кад су се Шведска и Аустрија прикључиле шестој коалицији. Осим тога, војске неких немачких државица нису биле поуздан Наполеонов савезник. Знали су променити страну усред битке. Наполеон се у бици код Лајпцига 16. октобар—19. октобар 1813. суочио са двоструко већом непријатељском војском, и ту је доживео пораз. Била је то највећа битка Наполеонових ратова, а обе стране су имале укупно губитака од преко 120.000 жртава.
После тога се Наполеон повукао у Француску, а његова војска је била још мања. Имао је мање од 100.000 војника против пола милиона војника коалиције. Французи су били опкољени и са много мањом војском. Могли су само да одлажу предстојећи известан пораз.

## Изгнанство, повратак и Ватерло
Париз је био заузет 31. марта 1814. На инсистирање својих маршала Наполеон је абдицирао 6. априла 1814. у корист свога сина. Савезници су са друге стране захтевали безусловну предају, па је Наполеон поново абдицирао 11. априла, али овај пут безусловно. По Споразуму из Фонтенблоа победници су га изгнали на острво Елбу, које се налазило 20 km од италијанске обале. У Француској су ројалисти преузели власт и вратили на престо краља Луја XVIII. Наполеон је био одвојен од жене и сина, који су били под аустријском контролом. Осим тога нису му додељивали новце обећане по споразуму из Фонтенблоа, а чуо је и гласине да га намеравају прогнати на удаљено острво на Атлантику. Због тога је Наполеон 26. фебруара 1815. побегао са Елбе. Стигао је на копно 1. марта 1815. године.
Луј XVIII је послао 5. пук под командом Мишела Неја, који је био Наполеонов маршал. Тај пук је пресрео Наполеона 7. марта 1815. године. Наполеон се сам приближио пуку, сишао је са коња и рекао војницима: „Војници Пете, ви ме познајете. Ако би било ко пуцао на свога цара, може то сада и да учини“. Након краткога затишја војници су узвикнули „Живео цар“ и са Наполеоном су кренули на Париз. Стигао је 20. марта 1815. године и брзо је прикупио војску од 140.000 војника и 200.000 добровољаца и владао је сто дана у периоду званом Наполеонових сто дана.
Наполеон је био коначно поражен од стране војводе од Велингтона и Гебхарда фон Блихера у бици код Ватерлоа 18. јуна 1815. године. Предао се на мору 15. јула 1815. близу луке Рошефор, када је бродом Белерофон покушао да побегне за САД.

## Изгнанство на Свету Јелену и смрт
Наполеон је затворен и прогнан на британско острво Свету Јелену (2.800 km од Гвинејског залива у јужном Атлантику) од 15. октобра 1815. године. Док је био на Светој Јелени са малом групом присталица диктирао је своје мемоаре и критиковао је оне који су га заточили. Био је болестан већину времена док је боравио на острву, све до своје смрти 5. маја 1821. године. Његове последње речи су биле „вођа армије“. Његово наследство је подељено његовим присталицама, међу њима и генералу Марбоу, којег је замолио да настави писање његових мемоара. У свом тестаменту тражио је да буде сахрањен на обали Сене, али покопали су га на Светој Јелени у „долини вилењака“. Његови посмртни остаци су 1840. на фрегати Бел-Пул превезени у Француску, где је сахрањен у саркофагу у Дому инвалида у Паризу. Више стотина милиона људи је од тада посетило његов гроб.

### Узрок смрти
Узрок његове смрти је предмет бројних спорова. Наполеонов лични лекар Франческо Антомарши је навео рак желуца као узрок смрти. У дневницима Луја Маршана, који су штампани тек 1955. године описан је Наполеон у месецима пред смрт. Ти описи су навели многе да закључе да је Наполеон отрован арсеником. Арсеник се не може открити у исхрани, ако се даје у малим количинама током дужег временског периода. Паскал Кинц из Стразбуршког института за судску медицину нашао је да је у Наполеоновој коси ниво арсеника 7 до 38 пута већи од нормалног. Часопис „Наука и живот“ (Science & Vie) ангажовао је групу истраживача да провери тврдње о арсенику. Показала се слична концентрација арсеника у узорцима косе из 1805, 1814. и 1821. године. Шеф токсикологије париске полиције тврди да би Наполеон раније умро да је арсеник био узрок смрти. Закључци групе коју је ангажовао научни часопис била је да је Наполеон користио тоник за косу. Пре открића антибиотика арсеник се користио за лечење сифилиса. Због тога су се појавиле спекулације да је Наполеон боловао од сифилиса.
У мају 2005. године тим швајцарских доктора утврдио је да је узрок Наполеонове смрти био рак желуца, који је био узрок смрти и његовог оца. Једна опсежна студија из 2007. није нашла доказ о арсеничком тровању унутрашњих органа, које би изазвало видљива крварења.

## Заслуге
Наполеону се приписује увођење концепта модерне армије на принципу регрутовања. После њега то су учиниле и друге државе у Европи. Није он унео много концепата у француски војни систем. Он је већину позајмио од претходних теоретичара, а реализацију од претходних француских влада. Он је само проширио или развио оно што је већ постојало. Корпуси су као највеће јединице замениле дивизије. Артиљерија је интегрисана у резервне батерије, а коњица је поново постала кључна формација француске војне доктрине.
Наполеонов највећи утицај је у начину како се води рат. Оружје и технологија се нису много мењали за време револуционарних и Наполеонских ратова, али стратегија из 18. века је била битно реструктуисана.
- Опсаде су постале много ређе, односно готово да нису више биле значајне.
- Појавила се нова тежња ка уништењу непријатељске армије, а не само њеном изманеврирању.
- Инвазије непријатељских територија одвијају се на ширем фронту, па се појављује низ стратешких могућности који рат чине скупљим, али и одлучнијим
- Пораз је сад значио много више него губитак изоловане енклаве. Готово карташки мир је означавао појаву у којој су се испреплитали национални напори, социополитички, економски и милитаристички у велики сукоб.

У Француској се сматра да је Наполеон окончао раздобље безвлашћа и нереда, а његови ратови су служили извозу револуције у остале делове Европе. Покрети националног уједињења, посебно у Италији и Немачкој и успон националне државе можда су били узроковани Наполеоновом владавином тим територијама.
Наполеонов кодекс је прихваћен у великом делу Европе и остао је на снази и након Наполеоновог пораза. Наполеон је за себе рекао „Моја прва слава није у томе да сам победио у 40 битака... Ватерло ће избрисати памћење свих победа... Али оно што нико неће уништити и што ће вечно трајати је мој грађански кодекс“. Професор Ситер Лангевише са универзитета у Тибингену сматра да је кодекс револуционарни пројект, који је потакао развој буржоаског друштва у Немачкој развијајући право на својину и прекидајући са феудализмом. Наполеон је заслужан за реорганизацију Светог римског царства, које се састојало од више од 1.000 ентитета. Наполеон је то свео у 40 држава, које су постале база Немачке конфедерације и будућег уједињења Немачке 1871. године.
Критичари Наполеона сматрају да је заслужан за велики број мртвих у Француској. Око 6 милиона Европљана је умрло, Француска је изгубила колоније и била држава у банкроту. Сматрају да је Наполеон Француску претворио у другоразредну државу. Понекад се тврди да је Наполеон инспирација за касније аутократе. Наполеон је одбијао све понуде европских влада за компромисима. Прихватао је само предају.

## Породични живот
Наполеон Бонапарта женио се два пута. Његова прва жена звала се Роз де Боарне, познатија под надимком Жозефина (овај јој је надимак дао сам Наполеон, који је имао обичај да свуда намеће своју вољу, па и у избору имена одраслих људи). Она је из првог брака имала двоје деце, али са Наполеоном није више могла да их има. Зато се он, на наговор Талерана од ње развео 1810. и оженио Маријом Луизом Хабзбуршком, као знак савеза са Аустријом. С њом је добио сина, познатог под именима Наполеон II Бонапарте и Војвода од Раштата. Након пораза Наполеона 1814, никада више није видео ни жену ни сина, кога је звао Орлић.